# Восточная литература (издательство)
«Восто́чная литерату́ра» РАН — издательская фирма, специализирующаяся на различных отраслях востоковедения и африканистики.

## История
Издательская фирма «Восточная литература» РАН была основана по решению Президиума АН СССР как издательский центр Института востоковедения в 1957 году под названием «Издательство восточной литературы». За время своего существования издательство выпустило в свет около 8 000 изданий. В 1964 году «Издательство восточной литературы» было присоединено к издательству «Наука» в качестве подразделения — Главной редакции восточной литературы (ГРВЛ). В 1992 году вновь выделена как самостоятельное издательство «Восточная литература».
Большое количество книг выпущено в академических книжных сериях, созданных Институтом востоковедения РАН и фирмой: «Исследования по фольклору и мифологии Востока», «История восточной филологии», «Культура народов Востока», «Памятники письменности Востока» (в 1959—1965 гг. издавалась под названием «Памятники литературы народов Востока»), «Этнографическая библиотека», «Языки народов Азии и Африки» и другие.

## Адрес
- почтовый: Шубинский переулок, дом № 6, Москва, 121099.

## Издания
Ниже представлены некоторые издания выпущенные издательством:
- Данциг Б. М.  Ирак в прошлом и настоящем / Академия наук СССР. Институт народов Азии. — Москва : Издательство восточной литературы, 1960. — 255 с. : ил.; 20 см.;
- и другие.